# 340.
340. je peto desetletje v 4. stoletju med letoma 340 in 349. 